# TuneCore
TuneCore est une entreprise et un service en ligne de distribution, d'édition et de licence de musique numérique basée à Brooklyn, New York, et fondée en 2005. TuneCore permet aux musiciens et autres titulaires de droits la possibilité de distribuer et de vendre ou de diffuser leur musique via des plate-formes de streaming telles que iTunes, Deezer, Spotify, Amazon Music, Google Play, Tidal et plus de 150 plateformes à travers le monde. TuneCore propose également des services d'administration d'édition musicale, aidant les auteurs-compositeurs à enregistrer leurs compositions et à percevoir des royalties à l'échelle internationale.
TuneCore est acquis en 2015 par Believe Digital.
En 2022, l'entreprise est mise en cause pour des réclamations abusives de copyright sur des musiques dans des vidéos YouTube.